# Ministère de l'Économie (Luxembourg)
Pour les autres articles nationaux ou selon les autres juridictions, voir ministère de l'Économie.
Au Grand-Duché de Luxembourg, le ministère de l'Économie est chargé de la politique économique du pays, en ce sens il opère les choix stratégiques et met en place les instruments nécessaires au dynamisme et au développement durable de l’économie nationale, en ligne avec ses attributions.

## Titulaires depuis 1951
| Nom | Nom | Nom                                       | Dates du mandat | Dates du mandat | Parti | Gouvernement(s)                            |
| --- | --- | ----------------------------------------- | --------------- | --------------- | ----- | ------------------------------------------ |
|     |     | Michel Rasquin                            | 03/07/1951      | 20/01/1958      | LSAP  | Dupong-Bodson Bech-Bodson                  |
|     |     | Paul Wilwertz                             | 11/02/1958      | 02/03/1959      | LSAP  | Bech-Bodson Frieden                        |
|     |     | Paul Elvinger                             | 02/03/1959      | 15/07/1964      | DP    | Werner-Schaus I                            |
|     |     | Antoine Wehenkel                          | 15/07/1964      | 01/02/1969      | LSAP  | Werner-Cravatte                            |
|     |     | Marcel Mart                               | 01/02/1969      | 16/09/1977      | DP    | Werner-Schaus II Thorn-Vouel-Berg          |
|     |     | Gaston Thorn (Vice-Premier ministre)      | 16/09/1977      | 22/11/1980      | DP    | Thorn-Vouel-Berg Werner-Thorn-Flesch       |
|     |     | Colette Flesch (Vice-Première ministre)   | 22/11/1980      | 20/07/1984      | DP    | Werner-Thorn-Flesch                        |
|     |     | Jacques Poos (Vice-Premier ministre)      | 20/07/1984      | 14/07/1989      | LSAP  | Santer-Poos I                              |
|     |     | Robert Goebbels                           | 14/07/1989      | 07/08/1999      | LSAP  | Santer-Poos II et III Juncker-Poos I et II |
|     |     | Henri Grethen                             | 07/08/1999      | 31/07/2004      | DP    | Juncker-Polfer                             |
|     |     | Jeannot Krecké                            | 31/07/2004      | 01/02/2012      | LSAP  | Juncker-Asselborn I et II                  |
|     |     | Étienne Schneider (Vice-Premier ministre) | 01/02/2012      | 04/01/2020      | LSAP  | Juncker-Asselborn II Bettel I et II        |
|     |     | Franz Fayot                               | 04/01/2020      | 17/11/2023      | LSAP  | Bettel II                                  |
|     |     | Lex Delles                                | 17/11/2023      | En fonction     | DP    | Frieden                                    |